# Ротт-ам-Инн
Ротт-ам-Инн (нем. Rott am Inn) — община в Германии, в земле Бавария. 
Подчиняется административному округу Верхняя Бавария. Входит в состав района Розенхайм.  Население составляет 3690 человек (на 31 декабря 2010 года). Занимает площадь 19,57 км².